# Miłosz Magin
Pour les articles homonymes, voir Magin.
Miłosz Magin, né à Łódź (Pologne) le 6 juillet 1929 et mort le 4 mars 1999 à Bora-Bora (Polynésie française), est un pianiste et compositeur polonais.

## Biographie
Miłosz Magin dévoile dès son plus jeune âge, un talent pour la musique. Élève dans la classe de piano de Margerita Trombini-Kazuro et dans celles de composition de Kazimierz Sikorski et de Jan Maklakiewicz qu’il considérait comme son père spirituel, il étudie parallèlement le violon, le violoncelle et la danse.
En 1957, il achève ses études (piano, composition et direction d’orchestre) à l’École supérieure de musique de Varsovie, en obtenant la plus haute distinction.
Miłosz Magin  remporte des prix  à plusieurs concours internationaux : Concours Chopin à Varsovie, Concours Long-Thibaud à Paris, Vianna da Motta International Music Competition à Lisbonne.
Il quitte son pays natal en compagnie de son épouse Idalia Magin, séjourne au Portugal, en Allemagne, en Angleterre puis se fixe définitivement à Paris, en 1960.
Sa carrière de soliste international est interrompue en 1963 par un accident de voiture qui lui brise le poignet gauche. 
Il refait sa technique et parvient dès 1968 à enregistrer pour la société Decca l’intégrale des œuvres de Chopin, qui devient une référence pour les jeunes pianistes (réédition complète sur CD par Universal en 2000). Durant ces années de rééducation, il revient à la composition qu’il avait déjà abordée dès l’âge de 16 ans. Dès lors, il s’y consacrera en priorité jusqu’à la fin de sa vie.
Il laisse des pièces pour piano, quatre sonates, des recueils pour jeunes pianistes, des concertos (quatre pour piano, deux pour violon, un pour violoncelle, un pour clarinette), deux symphonies, un ballet, des vocalises, des œuvres orchestrales…
La musique de Miłosz Magin fait la part égale à la mélodie, au rythme et à l’harmonie. Souvent inspirées par les rythmes de sa Pologne natale, ses œuvres éditées et enregistrées sont actuellement au répertoire de grands interprètes[Qui ?].
Il donne des concerts en Europe ainsi qu’outre-mer, interprétant principalement les œuvres de Chopin, son compositeur de prédilection mais également Mozart, la musique polonaise, française et russe ainsi que ses propres compositions. 
Parallèlement à sa carrière de concertiste et de compositeur, Miłosz Magin devient professeur, et compte parmi ses élèves Jean-Marc Luisada.
Il fonde en 1985 avec le soutien de son épouse, également pianiste, le Concours international de piano Miłosz Magin. Consacré à la découverte de jeunes talents internationaux et à la promotion de la musique polonaise, ce concours se déroule, depuis lors, tous les deux ans à Paris.
Mort le 4 mars 1999 d’un arrêt cardiaque lors d’une tournée de concerts à Tahiti à l'occasion du Festival Chopin dont il était l'invité d'honneur, il repose au cimetière du Père-Lachaise (13e division), à Paris, à quelques pas de Chopin.

## Source
- (en) Biographie